# Wausau (Wisconsin)
Wausau é uma cidade localizada no estado norte-americano do Wisconsin, no condado de Marathon, do qual é sede.  O Aeroporto do Central de Wisconsin é o aeroporto principal mais próximo.

## Geografia
De acordo com o Departamento do Censo dos Estados Unidos, a cidade tem uma área de 52,7 km², dos quais 49,8 km² estão cobertos por terra e 2,9 km² por água.

### Localidades na vizinhança
O diagrama seguinte representa as localidades num raio de 12 km ao redor de Wausau.

## Demografia
Segundo o censo nacional de 2010, a sua população é de 39 114 habitantes e sua densidade populacional é de 785,8 hab/km².

## Potílica

### Regulamentos municipais
Um regulamento municipal, datado de 1962, proibia o lançamento de uma ampla lista de projéteis em território urbano, incluindo bolas de neve.
A cidade vai abolir as multas destinadas a quem luta com bolas de neve. A proposta foi aprovada em Dezembro de 2019 pelo comité de segurança pública da cidade e os vereadores deverão ratificar a decisão em janeiro de 2020.

## Marcos históricos
O Registro Nacional de Lugares Históricos lista 21 marcos históricos em Wausau. O primeiro marco foi designado em 30 de agsoto de 1974 e o mais recente em 26 de abril de 2021, o Hotel Wausau.